# Justin Chu Cary
Justin Chu Cary (* 19. September 1982 in Oakland) ist ein US-amerikanischer Schauspieler, bekannt durch die Serie Black Summer.

## Familie und Ausbildung
Cary ist ein Sohn eines afroamerikanischen Vaters und einer chinesischen Mutter, die beide als Erzieher und im sozialen Aktivismus tätig sind; sein Bruder ist Musiker. Cary wurde in Oakland geboren und wuchs in Berkeley in der San Francisco Bay Area auf, wo er mit Daveed Diggs und Rafael Casal befreundet wurde. So ging er mit ihnen auf die Berkeley High School, nach der er die University of California, Davis; an beiden war er als Leichtathlet beim 800-Meter-Lauf und der 4-mal-400-Meter-Staffel erfolgreich. Während des Studiums entdeckte er spät das Schauspieler für sich und belegte es schließlich als Nebenfach. Nach dem Abschluss kehrte er zunächst nach Oakland zurück in die lokale Theaterszene; ein paar Jahre später zog er nach Los Angeles.
Mit seiner Frau bekam er 2021 sein zweites Kind.

## Karriere
Cary begann seine Karriere in kleinen Theaterproduktionen, Kurzfilmen und Episodenkleinrollen. 2012 erhielt er eine wiederkehrende Rolle in der Seifenoper Zeit der Sehnsucht und spielte in einer Produktion des Theaterstücks In the Red and Brown Water mit einer vollständig afroamerikanischen Besetzung, die für acht NAACP Theater Awards nominiert war. Nach Jahren mit Gastrollen in diversen Serien erlangte er internationale Bekanntheit mit einer Hauptrolle in der Netflix-Serie Black Summer von 2019 bis 2021. Außerdem spielte er 2018 in dem Film Blindspotting und 2021 in der zugehörigen Serie, die von Casal und Diggs entwickelt wurden und in der Bay Area spielen.
Neben der Schauspielerei betätigt Cary sich als Autor, Fotograf und Grafik- und Webdesigner. Mit seinem Bruder kreierte er eine Comicreihe namens BLVCK, und eine Fernsehserie, die sie 2021 an ein Studio zur Produktion verkauft haben.

## Filmografie (Auswahl)
- 2009: Lost Tapes (Fernsehserie, 1 Episode)
- 2009: Midnight Ride (Kurzfilm)
- 2011: Naomi (Kurzfilm)
- 2012: Zeit der Sehnsucht (Fernsehserie, 5 Episoden)
- 2014: Navy CIS (Fernsehserie, 1 Episode)
- 2015: HTMAST (Fernsehserie, 2 Episoden)
- 2016: We Are Fathers (Fernsehserie, 6 Episoden)
- 2017: Lucifer (Fernsehserie, 1 Episode)
- 2017: Major Crimes (Fernsehserie, 1 Episode)
- 2018: Blindspotting
- 2018: S.W.A.T. (Fernsehserie, 1 Episode)
- 2018: Tokyo Ghoul (Kurzfilm-Animation, Synchronisation)
- 2019–2021: Black Summer (Fernsehserie, 15 Episoden)
- 2020: Quarantine (Webserie, 15 Episoden)
- 2021–2023: Blindspotting (Fernsehserie, 5 Episoden)
- 2022: As They Made Us
- 2024: Final Heist
- 2024: Sinister Surgeon (Fernsehfilm)